# Jorg Verhoeven
Jorg Verhoeven (Abcoude, 5 giugno 1985) è un arrampicatore olandese.
Pratica le competizioni di difficoltà, l'arrampicata in falesia, il bouldering e le vie lunghe.

## Biografia
Ha cominciato ad arrampicare a dodici anni nel 1997 in una palestra di Amsterdam. Prima di allora aveva praticato il nuoto e passeggiate in montagna sulle Alpi con i genitori.
Dal 2002 partecipa alle competizioni internazionali. Per arrampicare sulla roccia ha sempre dovuto sostenere lunghi viaggi in quanto in Olanda mancano luoghi adatti. Per ovviare a questo problema si è trasferito a Innsbruck. Dopo sei anni di partecipazione al circuito di Coppa del mondo ha vinto il trofeo della lead nella stagione 2008.

## Palmarès

### Coppa del mondo
|         | 2003 | 2004 | 2005 | 2006 | 2007 | 2008 | 2009 | 2010 | 2011 | 2012 | 2013 | 2014 |
| ------- | ---- | ---- | ---- | ---- | ---- | ---- | ---- | ---- | ---- | ---- | ---- | ---- |
| Lead    | 31   | 9    | 2    | 6    | 4    | 1    | 18   | 10   | 11   | 6    |      |      |
| Boulder |      |      |      | 21   | 5    | 18   | 13   |      |      | 11   | 7    | 10   |

### Campionato del mondo
|      | 2003 | 2005 | 2007 | 2009 | 2011 | 2012 |
| ---- | ---- | ---- | ---- | ---- | ---- | ---- |
| Lead | 59   | 5    | 3    | 25   | 16   | 5    |

## Statistiche

### Podi in Coppa del mondo lead
| Stagione | 1º | 2º | 3º | Podi totali |
| -------- | -- | -- | -- | ----------- |
| 2004     |    |    | 1  | 1           |
| 2005     | 1  | 3  | 1  | 5           |
| 2006     |    | 1  | 3  | 4           |
| 2007     | 1  |    | 4  | 5           |
| 2008     | 1  | 2  | 1  | 4           |
| 2010     |    |    | 1  | 1           |
| 2012     | 1  | 1  |    | 2           |
| Totale   | 4  | 7  | 11 | 22          |

## Falesia

### Lavorato
- 9a/5.14d:
  - Pure Imagination - Red River Gorge (USA) - novembre 2011[2]
  - Nordic Flower - Flatanger (NOR) - settembre 2011 - Prima salita[3]
  - Hades - Nassereith / Götterwand (AUT) - agosto 2011 - Via di Andreas Bindhammer del 2008[4]
  - Sanski par extension - Mišja Peč (SLO) - 2006[5]

### A vista
Ha salito fino all'8b+ a vista.

## Boulder
- 8B+/V14:
  - Esperanza - Hueco Tanks (USA) - 14 febbraio 2012 - Boulder di Fred Nicole del 1998[6]
  - Never Ending Story - Magic Wood (SUI) - 23 agosto 2011 - Boulder di Chris Sharma del 2003

## Vie lunghe
- Brento Centro - Monte Brento (ITA) - 25 maggio 2010 - Via di 1000 m (28 tiri) fino all'8b aperta con David Lama[7]
- Desperation of the Northface - Sagwand (AUT) - 21 agosto 2008 - Via di 820 m fino al 7b aperta con David Lama[8]
- The Dutch Corner - Cerro Trinidad (CHI) - 2008 - Via di 550 m fino al 7c[9]
- Robinson Crusoe - Elifante (CHI) - 2008 - Via di 700 m fino al 7b